# Enthylacus trivinctus
Enthylacus trivinctus is een pissebed uit de familie Cryptoniscidae. De wetenschappelijke naam van de soort is voor het eerst geldig gepubliceerd in 1920 door Pérez.